# Maître de Mansel
Maître de Mansel ou  Maître de Jean Mansel ou Maître du Mansel est un maître anonyme enlumineur qui a réalisé les peintures de la grande Fleur des Histoires de Jean Mansel, offerte au duc Philippe le Bon, dont il a illustré la majeure partie du premier volume et le frontispice du second. L'illustration de cette œuvre a été achevée par Simon Marmion vers 1455. La Fleur des Histoires est une histoire universelle, allant de la création du monde jusqu'au règne du roi de France Charles VI.

## Éléments biographiques

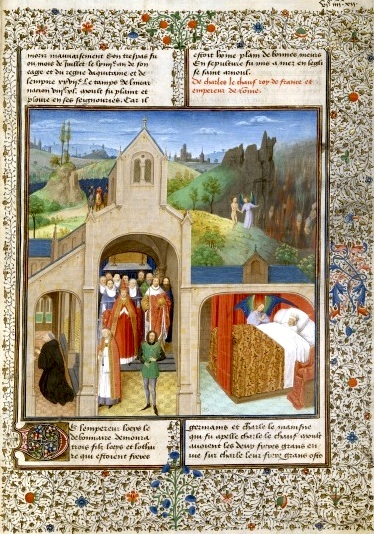
« Histoire de Lothaire », La Fleur des Histoires. Bruxelles, KBR, ms. 9232, fol. 351.

Le Maître de Mansel était actif une dizaine d'années seulement autour  des années 1440-1450. Considéré comme d'origine amiénoise, il est actif en Picardie et en Artois. Sa connaissance des manuscrits amiénois antérieurs ou son influence sur le jeune Simon Marmion qui achève le deuxième volume des Fleur des Histoires, parlent en faveur d'un atelier à Amiens, alors principal centre artistique des États du Nord. Il doit son nom de convention à son œuvre la plus prestigieuse, offerte au duc Philippe le Bon, la grande Fleur des Histoires de Jean de Mansel, dont il a illustré la majeure partie du premier volume et le frontispice du second. L'illustration de cette œuvre a été achevée par Simon Marmion vers 1455. Le Maître du Mansel fait le lien entre la tradition amiénoise des années 1430 dont il est issu et la génération de Simon Marion et d'autres illuminateurs, encore anonymes, auxquels il a ouvert des voies nouvelles.

## Éléments stylistiques
Une nouveauté remarquable introduite par le Maître du Mansel dans la miniature du Nord, et qui fera école, est le déploiement narratif d'une histoire en épisodes multiples disséminés à travers l'image, logés chacun dans un espace architectural propre grâce à l'agencement d'édicules ouverts, imbriqués les uns aux autres. Le horizon est placé très haut, ce qui permet  de dégager une grande surface exploitée pour additionner les épisodes du récit. La perspective ou les proportions entre les figures et le paysage sont peu respectées; en revanche, les personnages sont animés d'une grande expressivité et vivacité. Ce type de narration additive est repris et développé ensuite par Simon Marion. Les ciels sont peuplés de nuages d'argent effilochés qui sont une autre des caractéristiques du Maître et de son école.
L'ornementation des marges des miniatures du Maître du Mansel est sobre et élégante; il s'agit de rinceaux souplement enroulés en fins cheveux, effilochés en filaments piquetés de points ou de fleurettes. Aux angles et au milieu des bordures, des minces entrelacs complexes et symétriques de tiges d'acanthes qui se terminent en  feuilles de couleurs vives.
Les grandes initiales sont ornées de rinceaux végétaux à feuillettes digitées à trois lobes allongés et arrondis, bleus, rouges ou verts. Leurs pointes rehaussées de blanc sont une véritable « marque de fabrique » de l’enlumineur. Les marges sont tapissées de grands enroulements spiralés de fins rinceaux de vigne, piquetés d’or avec jetés de fleurs et entrelacs symétriques d’acanthes, fleuries ou terminées en fuseaux.

## Ouvrages
Le Maître de Mansel est surtout célèbre par ses œuvres profanes, principalement historiques, tels la Fleur des Histoires à qui il doit son nom de convention. Il en a illustré la majeure partie du premier volume et le frontispice du second. Il a aussi illustré un second exemplaire plus modeste de ces Fleurs. On connaît en outre de lui deux livres d'heures abondamment illuminés, les Heures d’Antoine de Crèvecœur,, aussi nommées Heures d'Hugues de Mazinghem, qui figurait parmi les livres de cet homme d'armes de Philippe le Bon, et un manuscrit dit des Heures Dartmouth, sans marque de propriété, dans une collection privée. De plus, il reprend et achève, vers 1445-1450, un exemplaire du  Decameron.

### La Fleur des Histoires

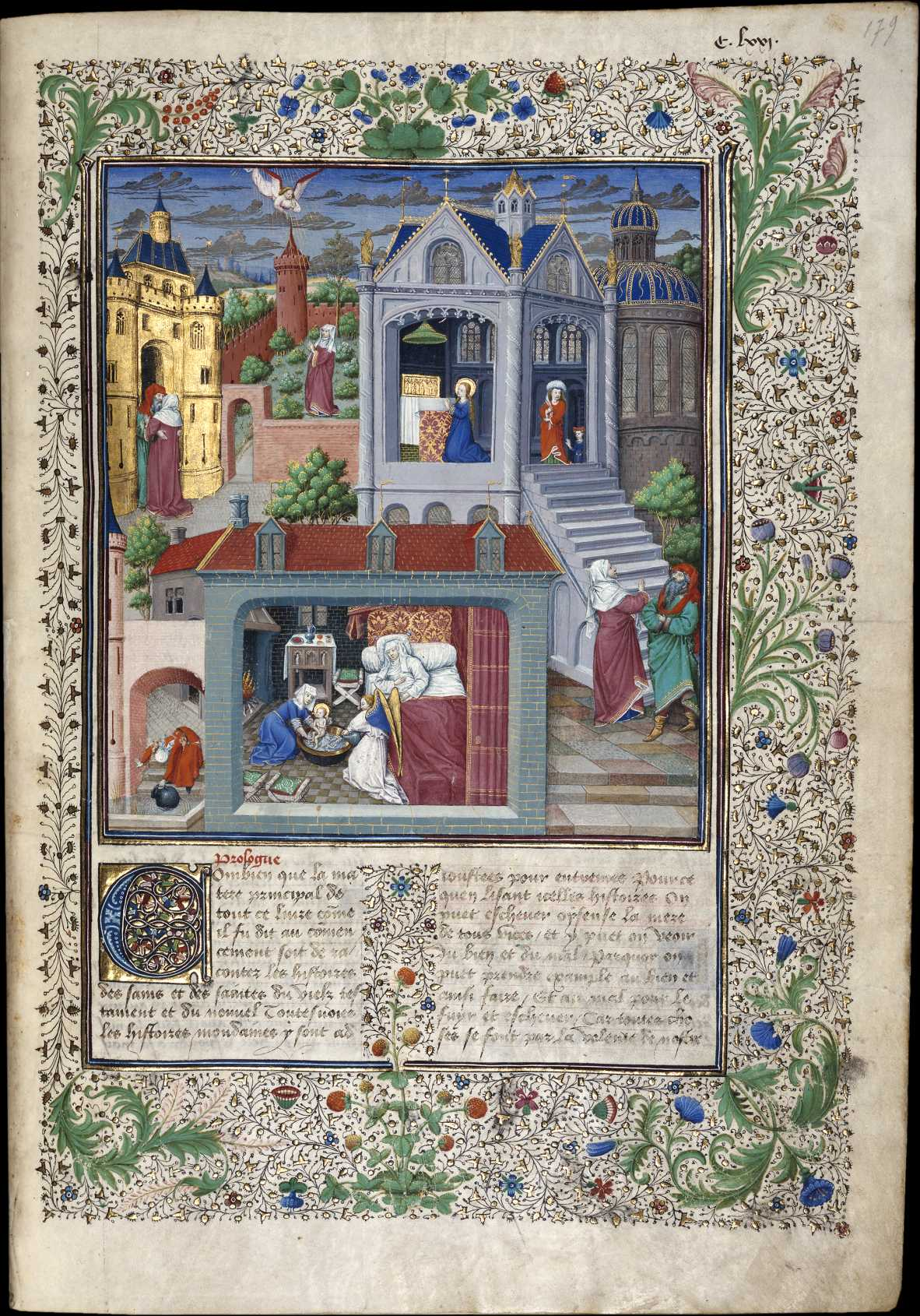
« Conception, Nativité et Éducation de la Vierge », La Fleur des histoires. Bruxelles, KBR, ms. 9231, fol. 179.

L'ouvrage La Fleur des Histoires de Jean Mansel existe en deux versions, une en trois et une en quatre volumes. Il en subsiste, pour l'ensemble des deux versions, quarante-neuf manuscrits. Un exemplaire est conservé à la bibliothèque royale de Belgique,. C’est le même atelier de vignetteurs qui est intervenu dans les deux volumes. Un traitement particulier a été réservé aux trois frontispices du Maître de Mansel, où les acanthes ont été remplacées par un herbier au naturel. L’artiste qui est intervenu ici, peut-être le miniaturiste lui-même, est celui qui a peint les bordures exceptionnelles des Heures Dartmouth, autre chef-d’œuvre de Jean Mansel. Dans le volume 2 du manuscrit de Bruxelles, seul le frontispice, illustrant le Martyre de saint André, patron de Philippe le Bon et de la Bourgogne, est de la main du Maître de Mansel. 
Le petit tableau (227 × 210 mm) du folio 179 témoigne, dans sa conception, de la parfaite connaissance des paysages de Robert Campin et de Jacques Daret. On y retrouve la narration éclatée sur toute la surface du tableau, unifiée par les scènes secondaires anecdotiques, comme la servante qui puise l'eau dans un bassin sous les remparts, et par les pittoresques sentiers qui parcourent la nature. Les édifices de poupées ouverts sur le devant sont semblables aux « mansions » de la tapisserie Tenture des saints Piat et Éleuthère.
Après la disparition du maître, les cahiers de la Fleur des histoires ont été confiés à deux autres enlumineurs : d’une part, le Maître du Pontifical de Thérouanne, auteur, avec un assistant, de dix-huit miniatures dans le premier tome et de douze dans le second ; d’autre part, Simon Marmion pour les onze dernières, dont le frontispice de l'Histoire des Belges (Chroniques de Hainaut) qui termine le premier volume.
Un autre exemplaire des Fleurs est conservé dans la bibliothèque de l’abbaye bénédictine viennoise Schottenstift (le « monastère des Écossais »). Les illustrations sont attribuées à l'atelier du Maître de Mansel, mais ne sont pas de sa main, et les marges sont un peu différentes. 
On trouve un autre exemplaire du premier volume de la Fleur des Histoires conservé à Bruxelles. Bien plus modeste que le célèbre manuscrit de cote 3231, il ne contient que deux grandes miniatures, exécutées par deux artistes différents. La première représente plusieurs épisodes de la vie de la Vierge et est une copie du fol. 179 du ms. 3231. On y voit l'illustration de la narration simultanée de plusieurs épisodes, déjà mentionnée plus haut. Cet exemplaire fut acquis par  Philippe de Croy dont il porte sur la tranche la trace du grelot, son emblème.

### Décameron

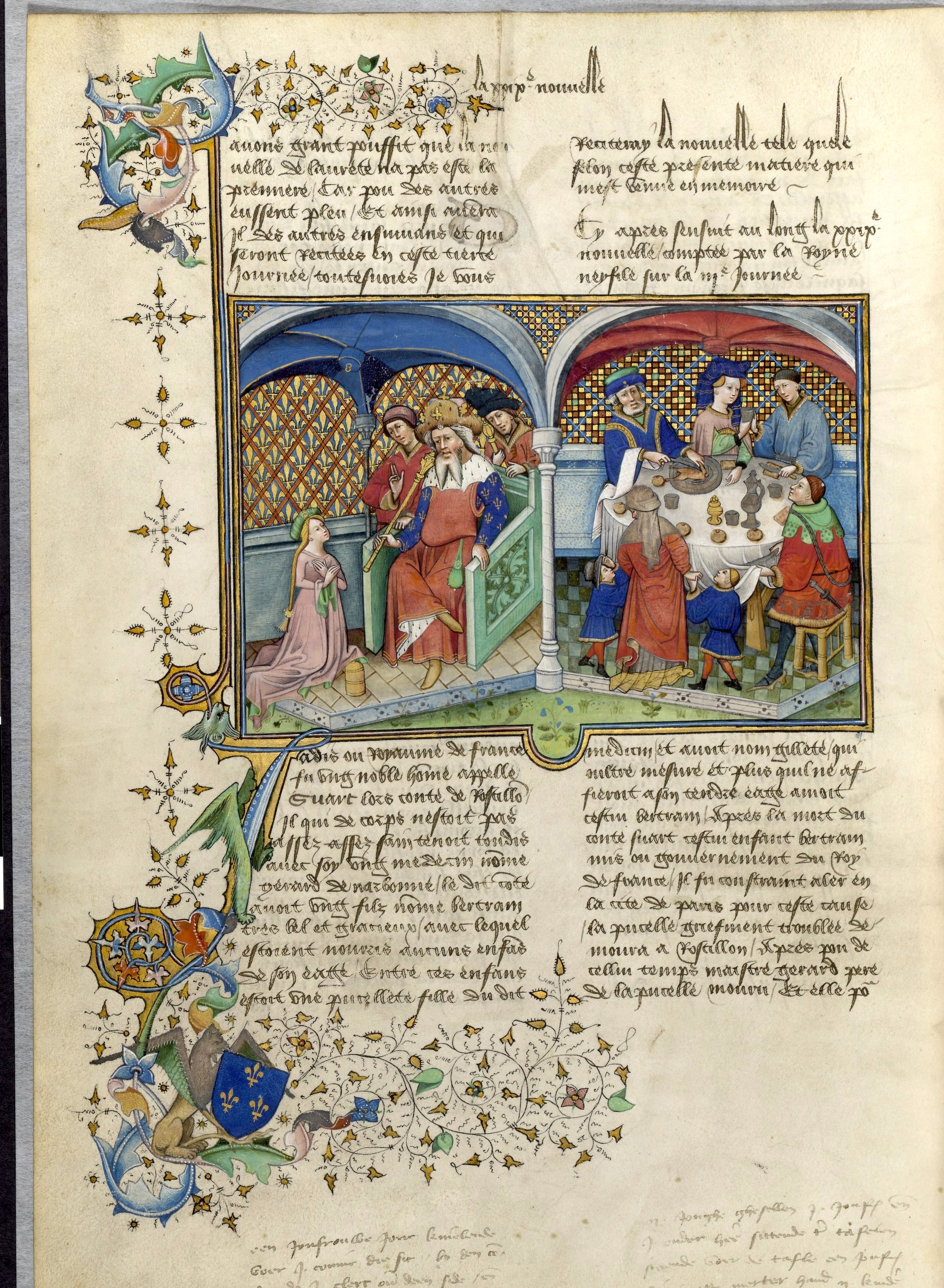
Une mère avec ses enfants, sur la miniature de droite. Décaméron, Arsenal, ms. 5070, fol. 132v.

Le Maître de Mansel a participé, avec les Maîtres de Guillebert de Mets, à l'enluminure d'une édition du Décaméron de Boccace.  Le Maître de Mansel est auteur de soixante et onze des cent miniatures, entremêlées aux autres à partir de la deuxième journée, puis toutes exécutées par lui ou son atelier à partir de la sixième journée. Les miniatures reprennent l'agencement d'une version conservée au Vatican, antérieure de vingt-cinq à trente ans. Le Maître modernise le plus souvent la mode des vêtements et des coiffures, ce qui permet de dater son intervention vers 1445. L'illustration narrative, en deux épisodes juxtaposées, est également reprise du modèle antérieur. En revanche, il modèle les formes et les surfaces, sans les cerner d'un trait, et il travaille finement les carnations d'un pinceau brun. Ici aussi, les ciels sont peuplés de nuages d'argent effilochés qui sont caractéristiques de l'école. Les pages du Maître de Mansel sont encadrées de bordures élégantes aux rinceaux légers. Les initiales sur or bruni portent dans leur panse les feuillettes à trois doigts un peu informes, également typiques de l'atelier. Dans La Fleur des Histoires, le Maître de Mansel reprend le détail d’une mère tenant ses enfants par la main, de la miniature de droite du fol. 132v.

### Heures d’Antoine de Crèvecœur

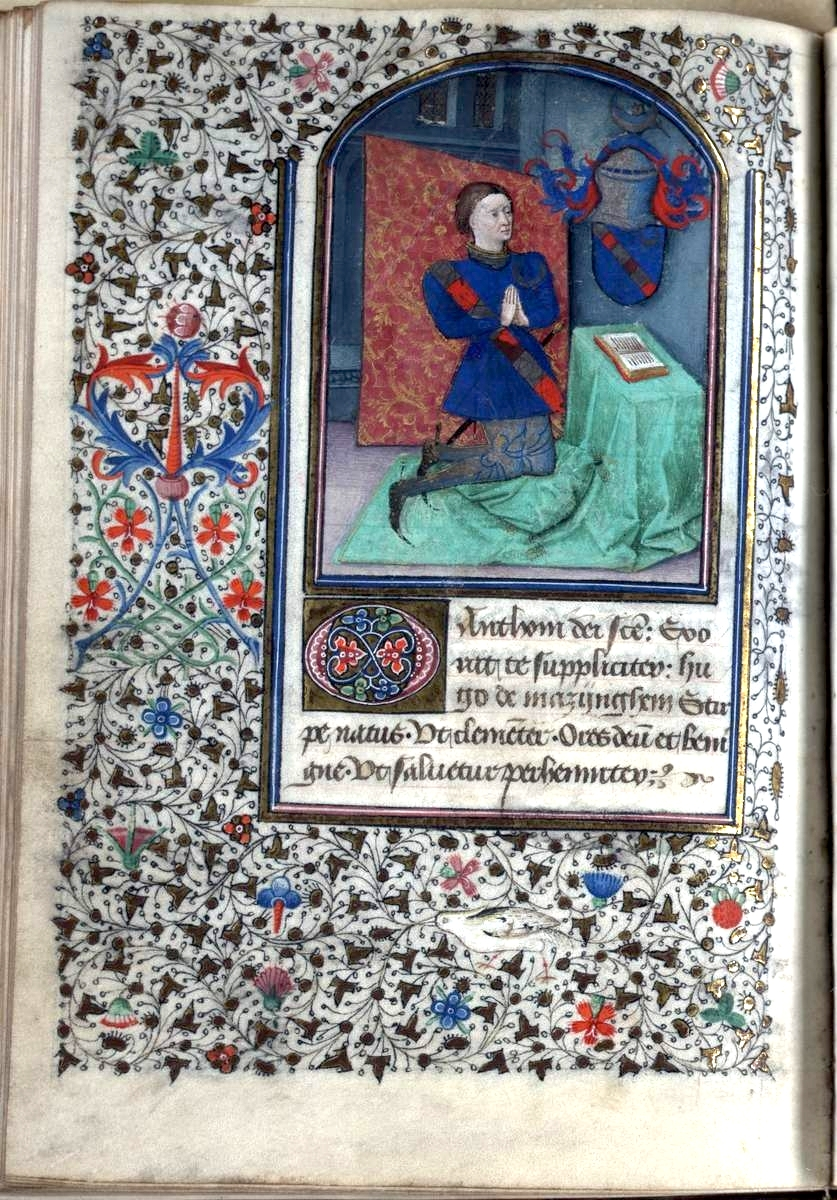
Portrait du propriétaire en prière. Heures d'Antoine Crèvecœur. Leeds, Brotherton ms 4. fol. 153v.

On attribue aussi au Maître de Mansel un livre d'heures du noble bourguignon Antoine de Crèvecœur, grand louvetier de France, demi-frère de Philippe de Crèvecœur appelé Heures d’Antoine de Crèvecœur.  La décoration comprend trente-huit grandes miniatures entourées de marges formées de rinceaux entrelacés de feuillages et de rameaux à la plume et de l'or, portant des fraises et des fleurs. Les initiales sont décorées en bleu avec entrelacs blancs sur un fond d'or brun. Léon M. J. Delaissé attribue la plupart des miniatures au maître de Mansel, avec l'aide de Simon Marmion, travaillant probablement à Valenciennes. Il attribue la miniature du folio 1v à Willem Vrelant, et les miniatures des folios 10r-37r et 229r au maître d'Édouard  IV. En revanche, Marc Gil attribue ces miniatures à l'assistant qui entoure habituellement le Maître de Mansel, et qu'il appelle le « vignetteur à l'herbier ».
Le manuscrit a été réalisé pour Antoine de Crèvecœur dont le nom apparaît dans la supplication Obsecro te du folio 143v. À un moment dans les années 1460, le manuscrit revient à Hugues de Mazinghem dont les armes et le cimier dans le portrait du folio 153v  et le nom sous le portrait remplacent ceux de Crèvecœur. 

### La décoration secondaire

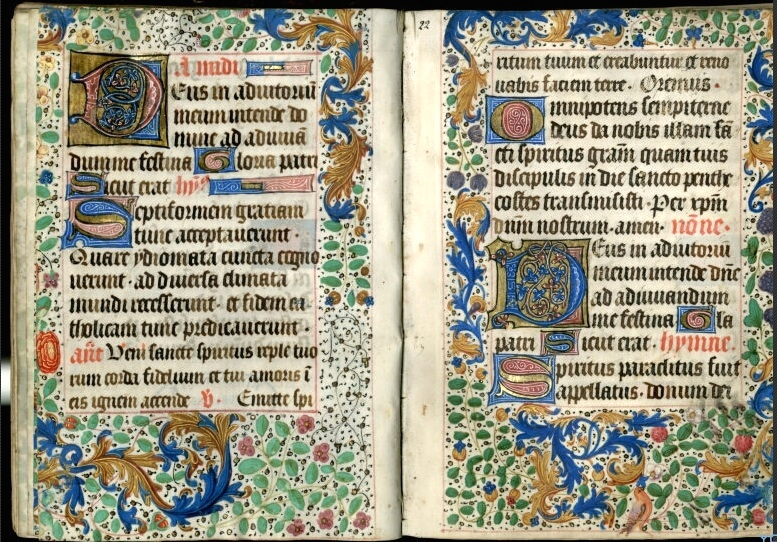
Heures à l'usage de Rome, Saint-Omer, « Atelier du vignetteur attitré du Maître de Mansel ».

La bibliothèque d'agglomération de Saint-Omer possède un livre d'heures dont le style  est à rapprocher de celui d'un ensemble de manuscrits réalisés pour Saint-Omer et Thérouanne vers 1450 ou un peu avant. Marc Gil attribue la décoration secondaire (bordures et lettrines vignettées) de ces manuscrits, et aussi des manuscrits illustrées par le Maître de Mansel à un atelier particulier. Dans leur livre  Saint-Omer gothique, Marc Gil et Ludovic Nys regroupent les peintres sous le nom « d'atelier du vignetteur attitré du Maître du Mansel ». La plupart des manuscrits sont modestes, à l'exception du Pontifical de David de Bourgogne, le bréviaire de poche Henri de Lorraine et l'exemplaire des Grandes Chroniques de France de Saint-Pétersbourg,. Cet atelier de vignetteurs poursuit son activité après la disparition du Maître de Mansel; ses manuscrits les plus tardifs datent de 1455 à 1461. Ils sont associés à d'autres artistes dont Simon Marmion et son atelier.